# Jim Marrs
Jim Marrs (5 de diciembre de 1943-2 de agosto de 2017) fue un escritor estadounidense de teorías de conspiraciones. Fue uno de los guionistas de la película JFK.

### Libros
- The Terror Conspiracy: Deception, 9/11 and the Loss of Liberty (paperback, 2006) (An expanded and updated version of "The War On Freedom"), ISBN 978-1-932857-43-6
- Inside Job: Unmasking the 9/11 Conspiracies (paperback, 2004) (the first section of "The War On Freedom" plus some appendices not included in other books), ISBN 978-1-57983-013-7
- The War On Freedom (paperback, 2003), ISBN 978-0-9727131-1-5
- Psi Spies (paperback, 2002), ISBN 978-0-9727131-0-8
- Rule by Secrecy: The Hidden History That Connects the Trilateral Commission, the Freemasons, and the Great Pyramids (paperback, 2001), ISBN 978-0-06-093184-1
- Alien Agenda: Investigating the Extraterrestrial Presence Among Us (paperback, 2000), ISBN 978-0-06-095536-6
- Crossfire: The Plot That Killed Kennedy (paperback, 1993) (#5 New York Times non-fiction paperback bestseller, February 1992), ISBN 978-0-88184-648-5

### Videos
- Safespace 2006
- Entrevista de Jim Marrs: Fastwalkers 2006

### Audio
CD
- 16 Questions[2]

Entrevistas en radio
- Binnall of America - Part 1 Archivado el 27 de febrero de 2008 en Wayback Machine. and Part 2 - 17 de septiembre de 2005
- Binnall of America - Part 1 and Part 2 - 10 de septiembre de 2005